# Actinodaphne diversifolia
Actinodaphne diversifolia är en lagerväxtart som beskrevs av Elmer Drew Merrill. Actinodaphne diversifolia ingår i släktet Actinodaphne och familjen lagerväxter. Inga underarter finns listade i Catalogue of Life.